# 深沟寺街道
深沟寺街道，原为深北街道，是中华人民共和国辽宁省鞍山市立山区下辖的一个乡镇级行政单位。2019年12月，撤销深南街道，下辖的9个社区成建制划入深北街道，深北街道更名为深沟寺街道。

## 行政区划
深沟寺街道下辖以下地区：
兴隆社区、大名社区、果园社区、深东社区、龙家社区、国泰社区、国安社区、平园社区、平南社区、机装社区和机电社区。